# 메기의 추억 (노래)
메기의 추억은 노래 'When You and I Were Young, Maggie'(당신과 내가 어렸을 때, 매기)를 가리킨다.
메기의 추억(When You and I Were Young, Maggie)은 조지 W. 존슨(George W. Johnson)가 작사(Author)하고 제임스 오스틴 버터필드(James Austin Butterfield)가 작곡(Composer)한 민요, 대중가요 및 원곡이다. 우리나라에서는 윤치호선생이 '옛날의 금잔디'로 잘 알려진 한국 가사로 번역 편곡하였다.

## 퍼블릭도메인
메기의 추억(When You and I Were Young, Maggie) 원곡은 퍼블릭도메인이 되었다.

## 같이 보기
- 오버 더 레인보우